# Черемошне (Погребищенська міська громада)
Черемо́шне — село в Україні, у Погребищенській міській громаді Вінницького району Вінницької області. Населення становить 753 особи.

## Географія
У селі бере початок річка Коптієва, ліва притока Росі.
Біля села знаходиться ботанічна пам'ятка природи місцевого значення Високопродуктивні модрини.

## Історія
Станом на 1885 рік у колишньому власницькому селі Спичинецької волості Бердичівського повіту Київської губернії мешкала 1091 особа, налічувалось 157 дворових господарств, існували православна церква, постоялий будинок та паровий млин.
За переписом 1897 року кількість мешканців зросла до 1779 осіб (880 чоловічої статі та 899 — жіночої), з яких 1637 — православної віри.
У 1905 році мали місце виступи селян проти поміщиків.
Під час Другої світової війни село було окуповано фашистськими військами у другій половині липня 1941 року. Червоною армією село було зайняте 31 грудня 1943 року.
На початку 1970-х років в селі була розміщена центральна садиба колгоспу ім. Щорса. Господарство обробляло 6411 га землі, в тому числі 4680 га орної, вирощувало зернові культури та цукрові буряки. Було розвинуто м'ясо-молочне тваринництво. В селі була восьмирічна школа, будинок культури, бібліотека, фельдшерсько-акушерський пункт.
12 червня 2020 року, відповідно до розпорядження Кабінету Міністрів України № 707-р «Про визначення адміністративних центрів та затвердження територій територіальних громад Вінницької області», увійшло до складу Погребищенської міської громади.
19 липня 2020 року, в результаті адміністративно-територіальної реформи та ліквідації Погребищенського району, село увійшло до складу Вінницького району.

## Населення
За даними перепису 2001 року кількість наявного населення села становила 738 осіб, із них 99,07 % зазначили рідною мову українську, 0,93 % — російську.
| Рік            | 1989 | 2001 |
| -------------- | ---- | ---- |
| Кількість осіб | 962  | 738  |

### Мова
Розподіл населення за рідною мовою за даними перепису 2001 року:
| Мова       | Відсоток |
| ---------- | -------- |
| українська | 99,07%   |
| російська  | 0,93%    |

## Уродженці
- Пономарчук А. І. (1915—1943,[3] або 1944) — учасник Другої світової війни, Герой Радянського Союзу.[3] За іншими даними, уродженець Кадіївки.[11]

## Галерея

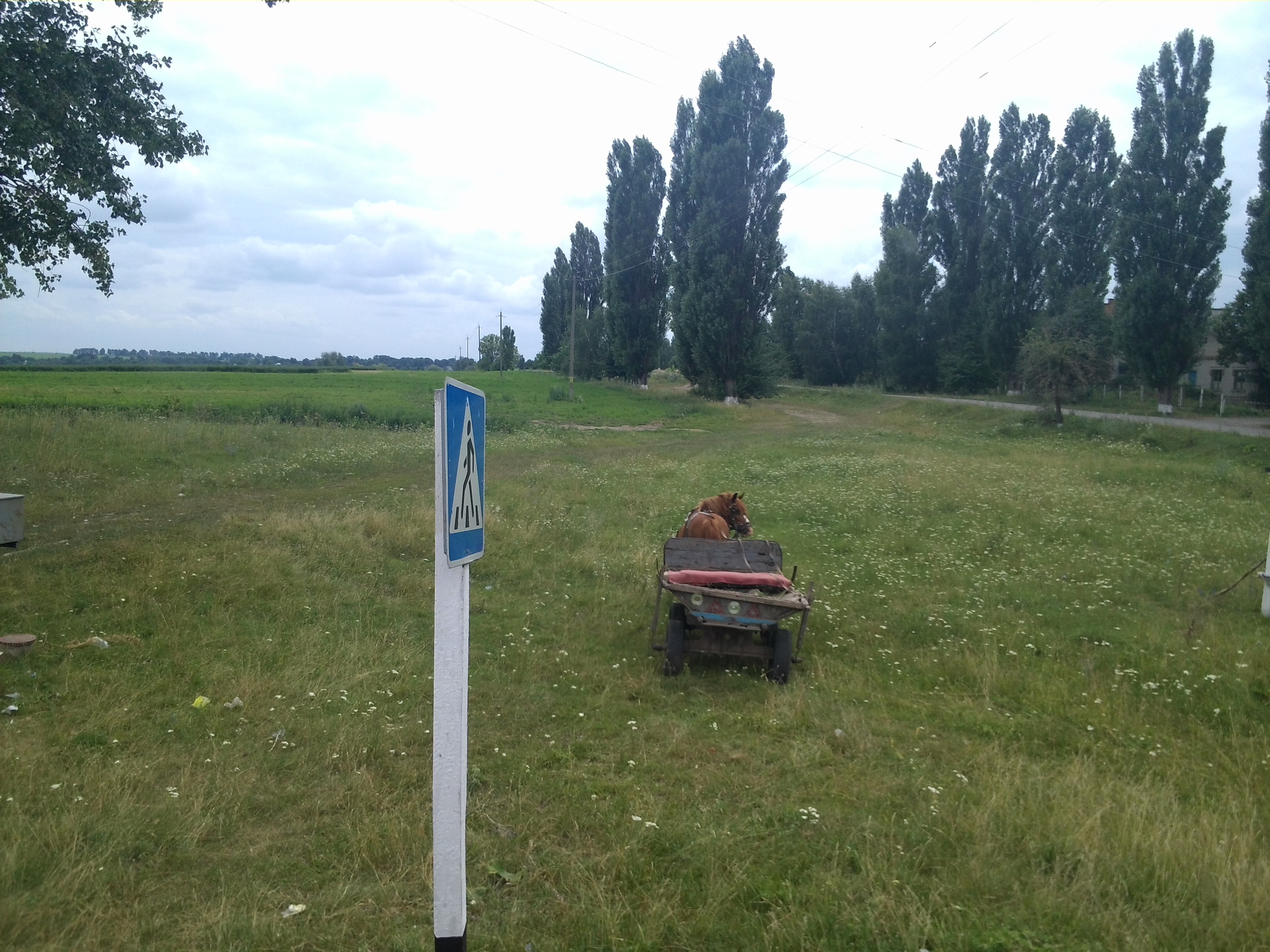
Околиця села біля автодороги Турбів - Погребище
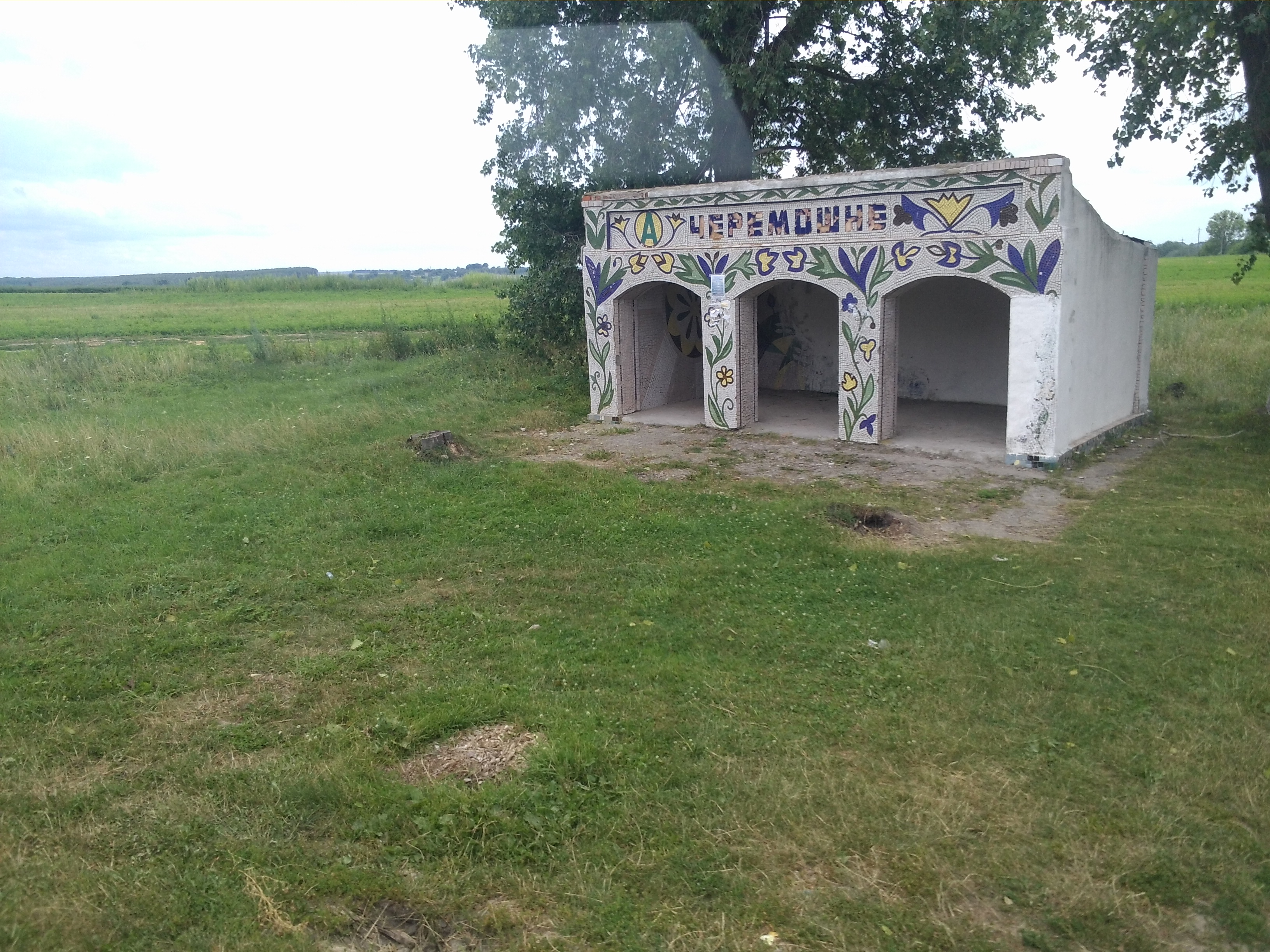
Автобусна зупинка «Черемошне»